# Poisons (manhua)
Poisons (chinois : 毒可乐杀人事件 ; litt. « Meurtre au coca-cola empoisonné ») est un manhua écrit et dessiné par Golo Zhao.
L'œuvre originale est d'abord publiée en ligne par l'auteur sur renjian theLivings (chinois : 人间theLivings ; litt. « Le Monde des humains »),, une rubrique du site 163.com exploité par NetEase. Les quatre chapitres qui composent le manhua y sont postés respectivement les 19, 22, 26 et 29 mai 2017. Il n'a à ce jour pas été publié en volume relié dans son pays d'origine.
La version française de Poisons est publiée le 17 avril 2019 par Pika Édition, dans la collection Pika Graphic (ISBN 978-2-8116-4244-0).

## Résumé
Lili Zhang vit chez sa grand-mère avec ses deux jeunes sœurs, dans un village rural et isolé du sud de la Chine où règne la misère. En effet, il y a six ans, la mère des fillettes est partie chercher du travail en ville et s'est rapidement désintéressée de sa progéniture qu'elle ne cherche plus à revoir.
À l'école, les autres enfants refusent de parler à Lili, cette petite fille pauvre et sans parents, qu'ils méprisent. La seule camarade qui accepte de jouer avec elle est Xiaoyin, une enfant turbulente et brutale souffrant d’un léger retard mental.
Xiaoyin n'hésite pas à maltraiter Lili, mais cette dernière étant la seule à ne pas la rejeter à l'école, elle continue à la fréquenter. Malheureusement, Lili est très vite associée à la mauvaise réputation de Xiaoyin qui n'hésite pas à faire des bêtises et à en rejeter la faute sur sa camarade d'infortune.
Abandonnée, rejetée, incomprise et maltraitée, Lili craque, et décide un jour d'évacuer toute la frustration accumulée en commettant un acte terrible et irréversible.

## Personnages

### Personnages principaux
- Lili Zhang

Abandonnée par sa mère partie travailler en ville, Lili vit désormais chez sa grand-mère, dans une grande pauvreté. Rejetée à l'école par les autres enfants et maltraitée par la seule camarade qui accepte de lui parler et de jouer avec elle, elle se sent seule et démunie.
- Xiaoyin Tang

Camarade de classe de Lili. Cette petite fille brutale et turbulente est la seule amie de Lili, qu'elle n'hésite pourtant pas à malmener verbalement et physiquement. Elle souffre d'un léger retard mental et est très négligée. Ses camarades refusent de s'approcher trop près d'elle car elle sent mauvais.
- Xiaoxi Tang

Xiaoxi est la petite sœur de Xiaoyin. Elle vient d'entrer en classe de CP et suit son aînée comme son ombre. Tout comme sa sœur, elle souffre d'un léger retard mental.
- TingTing Huang

L'institutrice de Lili. Elle se prend d'affection pour cette petite fille en échec scolaire qui ne sourit jamais, et tente de lui apporter un certain réconfort.
- La grand-mère de Lili

Sévère, parfois même dure avec Lili, elle essaie pourtant de faire de son mieux pour éduquer les trois enfants que lui a laissés sa fille en quittant la campagne pour trouver du travail en ville. La famille étant très pauvre, elle ne peut pas payer les cours de soutien ou les manuels scolaires dont aurait besoin Lili pour améliorer ses notes médiocres. Elle voit d'un très mauvais œil l'amitié qu'entretient Lili avec Xiaoyin car elle connait la réputation de cette dernière et sait qu'elle risque d'avoir une mauvaise influence sur sa petite fille.

### Personnages secondaires
- Heping Tang

Heping Tang est le père de Xiaoyin et de Xiaoxi. Ce cultivateur de pastèques travaille dur pour nourrir sa famille. Ne trouvant pas d'épouse, à 30 ans il s'est marrié avec une fille d'un village voisin, légèrement retardée mentale, mais dont la famille n'a rien demandé en contrepartie. Il a honte du comportement étrange et parfois agressif de sa femme mais est heureux d'avoir une famille. Il aime ses deux filles tendrement.
- Madame Tang

Madame Tang est l'épouse de Heping Tang et la mère de Xiaoyin et de Xiaoxi. Légèrement handicapée mentale, son comportement attise les quolibets des villageois. En effet, elle est sale sur elle, fouille dans les poubelles aux yeux de tous pour trouver de la nourriture, et se montre parfois agressive avec les gens.

## Analyse de l'œuvre

### Genèse
En juin 2015, un fait divers secoue la Chine : quatre frères et sœurs âgés de cinq à quatorze ans se suicident en ingurgitant des pesticides. Ces enfants de la campagne avaient été abandonnés par leurs parents, partis trouver du travail en ville, et vivaient seuls, livrés à eux-mêmes, depuis plus d'un an et demi. La lettre retrouvée près du corps de l'aîné confirme le suicide : « Merci pour votre gentillesse. Je sais que vous vouliez bien faire pour nous. Mais il est temps pour nous de partir maintenant (...). J'ai fait le vœu de ne pas vivre au-delà de quinze ans. J'ai maintenant quatorze ans. Je rêve de la mort, mais ce rêve ne se réalise jamais. Aujourd'hui, il doit enfin devenir réalité ».
Choqué par cette histoire qu'il découvre sur la rubrique en ligne renjian theLivings (chinois : 人间theLivings ; litt. « Le Monde des humains »), Golo Zhao décide de s'en inspirer pour dessiner une histoire. Au début, il ne souhaitait écrire qu'une histoire courte, mais peu à peu, son travail s'est étendu à une histoire de 130 pages, bien plus longue que ce qu'il avait prévu au départ.
L'œuvre diffère quelque peu du fait réel qui l'a inspiré, mais soulève les mêmes problématiques à travers les thèmes abordés.

### Thèmes abordés
À travers ce fait divers inspiré d'un fait réel, c'est la réalité et les difficultés de la Chine rurale que nous dépeint Golo Zhao.
Poisons aborde une multitude de thèmes: la pression exercée sur les enfants par les adultes, mais également celle qu'ils s'imposent à eux-mêmes, les difficultés économiques des habitants de la campagne, le harcèlement scolaire, terriblement destructeur. Des thèmes qui concernent la société chinoise mais qui font également écho à la notre.
L'œuvre évoque aussi le déficit de femmes en Chine et la difficulté pour un homme pauvre de la campagne de trouver une épouse à travers la situation de Heping Tang.
Mais le thème le plus frappant est sans doute celui des Liushu Ertong, ces enfants abandonnés qui vivent dans la campagne chinoise sous la garde de leurs grands-parents ou d'autres proches alors que leurs parents sont partis en ville chercher du travail et ne sont jamais revenus. Selon les statistiques de la All-China Women's Federation (ACWF), la Chine compte plus de 61 millions de ces enfants, victimes collatérales de la plus grande vague de migration de l'histoire de l'humanité, depuis 30 ans sacrifiés à la croissance économique du pays. Certains de ces enfants n'ont même pas de gardiens, et vivent seuls, livrés à eux-mêmes, sans personne pour veiller à leur sécurité ou à leur santé physique ou psychologique. Les médias chinois relatent fréquemment les drames qui frappent ces enfants oubliés, à l'image de l'histoire racontée dans Poisons.

## Accueil critique
À sa sortie en France, Poisons a généralement reçu des critiques positives.
Lucie Ancion, dans ActuaLitté, fait l'éloge d'une œuvre, « plus profonde qu’il n’y paraît ». Elle apprécie l'atmosphère du titre, le contraste entre les « dessins doux et arrondis», « les visages lumineux » et la « méchanceté des propos qui s’échangent ». Contraste dérangeant mais efficace car il permet à la peur de s'installer lentement, naturellement. Pour finir, elle souligne que ce qui fait l'intérêt du titre « est aussi le fait que l’on puisse l’analyser à plusieurs niveaux – du point de vue des enfants comme des parents démunis.»
Sur BoDoï, Rémi I. quant à lui, attribue au titre quatre étoiles sur cinq et déclare qu'il s'agit d'un un « one-shot surprenant, pas aussi frontal, dur et éprouvant qu’il aurait pu être. Mais c’est aussi ce qui le rend unique et qui lui procure toute sa force. » 
Laurent Melikian, dans ActuaBD, vante les mérites de « ce récit aux couleurs acidulées [qui] donne froid dans le dos » tout en informant le lecteur sur un problème de société mal connu en France. En effet, l'œuvre de Golo Zhao  « expose un fait de société peu connu en Occident, celui du sort des enfants de travailleurs forcés à l’exode rural.»

### Œuvre
1. ↑  « Poisons », sur Pika Édition (consulté le 22 novembre 2021).